# الیزابت پیرس بلگن
الیزابت دنی پیرس بلگن (انگلیسی: Elizabeth Pierce Blegen; ۲۶ ژوئن ۱۸۸۸ – ۲۱ سپتامبر ۱۹۶۶) باستان‌شناس، معلم و نویسنده اهل ایالات متحده آمریکا بود. او در مکان‌هایی در یونان و قبرس کاوش‌هایی بسیاری کرد و گزارش‌هایی دربارهٔ اکتشافات باستان‌شناسی در یونان به مجله آمریکایی باستان‌شناسی از سال ۱۹۲۵ تا ۱۹۵۲ ارائه می‌کرد، و در چندین سازمان برای ترویج پیشرفت حرفه‌ای زنان در یونان و ایالات متحده مشارکت داشت.

## زندگی

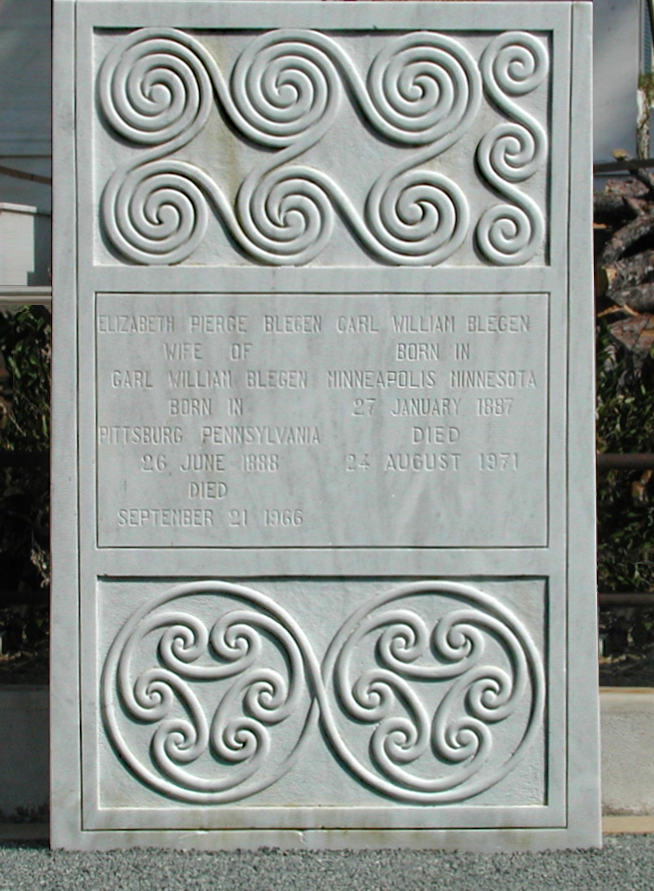
سنگ قبر الیزابت پیرس بلگن و کارل بلگن

الیزابت دنی پیرس، معروف به «لیبی»، در ۲۶ ژوئن ۱۸۸۸ در آلگنی، پنسیلوانیا زاده شد. مادر و پدر او فلورا مک نایت و ویلیام لمکس پیرس هستند. او از سال ۱۹۰۶ تا ۱۹۱۰ در کالج واسر تحصیل کرد و در سال ۱۹۱۲ مدرک کارشناسی ارشد زبان لاتین را با پایان‌نامه ای در مورد زندگی فکری تاریخ‌نگار، نویسنده، و سیاستمدار در روم باستان، گایوس آسینیوس پولیو، کنسول روم که در تاریخ ۴۰ قبل از میلاد می‌زیست دریافت کرد.

## حرفه
پیرس در اولین سال تحصیلی خود در واسر با ایدا تالون آشنا شد که قرار بود تأثیر عمیقی بر زندگی و کار او بگذارد. تالون استاد دپارتمان مطالعات یونانی و رومی بود که به پیرس یونانی و لاتین را در سال اول آموزش داد. : 87 دقیقاً مشخص نیست که این دو زن چه زمانی رابطه عاشقانه برقرار کردند، اما هنگامی که پیرس در سال ۱۹۱۵ پس از رفتن به دانشگاه کلمبیا برای کار در مقطع کارشناسی ارشد به واسر بازگشت تا تاریخ هنر را تدریس کند، او و تالون شروع به زندگی در اتاق‌های مجاور در دیویسون هاوس در محوطه دانشگاه کردند. در اواخر دهه ۱۹۱۰، آنها برای خانواده و دوستان خود به عنوان یک زوج شناخته شده بودند.
از سال ۱۹۱۵ تا ۱۹۲۲، پیرس تاریخ هنر را در واسر تدریس کرد و به عنوان دستیار متصدی موزه در گالری هنری واسر کار می‌کرد. او در سال ۱۹۲۲ مدرک دکترای خود را از کلمبیا دریافت کرد. پایان‌نامه دکترای خود را از مقطع کارشناسی ارشد در مورد فلج اطفال ادامه داد. او در سال ۱۹۲۱ با تالون به یونان سفر کرد، سفری که الهام بخش او برای ثبت نام در مدرسه آمریکایی مطالعات کلاسیک (ASCSA) شد.
پیرس از سال ۱۹۲۲ تا ۱۹۲۳ در ASCSA شرکت کرد و در آنجا با مدیر مدرسه، برت هاج هیل، و باستان‌شناس کارل بلگن، که کلاس‌های پیشاتاریخ و توپوگرافی یا عارضه‌نگاری عمومی را در مدرسه تدریس می‌کرد، دوست شد. دوستی پیرس و بلگن به سرعت به رابطه عاشقانه تبدیل شد و بلگن به او پیشنهاد ازدواج داد. پیرس ابتدا پذیرفت اما پس از آن نامزدی را قطع کرد زیرا نمی‌خواست رابطه خود را با تالون پایان دهد. : 92–3 
پیرس به ایالات متحده بازگشت و بهار ۱۹۲۴ را با گیزلا ریشتر در موزه هنر متروپولیتن گذراند. در همین حال، نقشه ای توسط بلگن، پیرس و هاج هیل (که به نظر می‌رسد احساسات عاشقانه متقابلی نسبت به بلگن داشته‌است) شکل گرفت که هاج هیل و تالون همزمان با پیرس و بلگن ازدواج کنند و این چهار نفر با هم زندگی کنند. تالون به شرطی موافقت کرد که او و پیرس به سفر ادامه دهند و زمانی را با هم دور از شوهرانشان بگذرانند، و این دو زوج در سال ۱۹۲۴ ازدواج کردند. : 93 : 86–7 

## باستان‌شناسی و زندگی در آتن
این چهار باستان‌شناس، که خود را با نام‌های «چهارگانه» و «پرو پار» (مخفف «مشارکت حرفه ای») می‌نامیدند، رابطه ای قوی و به هم پیوسته هم از نظر حرفه ای و هم از نظر شخصی داشتند. : 93 تالون هیل و پیرس بلگن اغلب در حفاری‌ها، فهرست‌نویسی مواد و انتشار یافته‌های حفاری‌ها با هم کار می‌کردند که شامل حفاری‌های کارل بلگن در پروسیمنا (۱۹۲۷–۱۹۲۸) بود، جایی که پیرس بلگن یافته‌های جواهرات را مطالعه و منتشر کرد.
این دو همچنین در حفاری‌های هاج هیل در لاپیتوس (قبرس) و کورینث با هم کار کردند، جایی که آنها یافته‌های جدید را با همکاری الیزابت ون بورن، متخصص تراکوتا که نوعی سفال است فهرست‌بندی کردند. پیرس بلگن در اولین سال ازدواجش کلاس‌های مجسمه‌سازی را در ASCSA تدریس کرد.
این کاوش‌ها از سال ۱۹۲۵ و تا سال ۱۹۵۲ ادامه یافت و پیرس بلگن «اخباری از آتن» و «اکتشافات باستان‌شناسی از یونان» را نوشت، که به‌طور منظم به مجله آمریکایی باستان‌شناسی گزارشی دربارهٔ یافته‌های باستان‌شناسی جدید ارائه می‌کرد.